# Silogismo estatístico
Um silogismo estatístico (ou  silogismo proporcional ou inferência direta) é um silogismo não-dedutivo. Argumenta-se, usando o raciocínio indutivo, a partir de uma generalização, na maior parte verdadeira, para um caso particular.

## Introdução
Silogismos estatísticos podem usar palavras qualificadoras como "mais", "frequentemente", "quase nunca", "raramente", etc., ou pode ter uma generalização estatística como de uma ou de ambas as premissas.
Por exemplo:
1. Quase todas as pessoas tem altura maior do que 26 polegadas
2. Gareth é uma pessoa
3. Portanto, Gareth tem altura maior do que 26 polegadas

A Premissa 1 (a premissa maior) é uma generalização, e o argumento é uma tentativa de tirar uma conclusão a partir dessa generalização. Em contraste com um silogismo dedutivo, as premissas logicamente embasam ou confirmam a conclusão, em vez de implicarem estritamente nela: é possível que as premissas sejam verdadeiras e a conclusão falsa, mas não é provável.
Forma geral:
1. X proporção de F são G
2. I é um F
3. I é um G

Na forma resumida acima, F é chamada de "classe de referência", e G é o "atributo de classe" e I é o objeto individual. Assim, no exemplo anterior, "(as coisas tem) altura maior do que 26 cm" é o atributo de classe e "pessoas" é a classe de referência.
Ao contrário de muitas outras formas de silogismo, um silogismo estatístico é indutivo, portanto, ao avaliar esse tipo de argumento é importante considerar o quão forte ou fraco ele é, junto com as demais regras de indução (em oposição a dedução). No exemplo acima, se 99% das pessoas tem altura maior do que de 26 polegadas, então a probabilidade da conclusão ser verdadeira é de 99%.
Duas falácias dicto simpliciter podem ocorrer em silogismos estatísticos. Elas são "acidentes" e "inversão do acidente".Falácias de generalização defeituosas também podem afetar qualquer premissa do argumento que utiliza uma generalização. Um problema com a aplicação do silogismo estatístico em casos reais é o problema de classe de referência: dado que um caso particular I é membro de diversas classes de referência F, em que a proporção de atributo de G podem diferir bastante, como se deve decidir qual classe usar na aplicação da silogismo estatístico?
A importância do silogismo estatístico foi instada por Henry E. Kyburg, Jr., que argumentou que as declarações de probabilidade poderiam ser atribuídas a uma inferência direta. Por exemplo, quando decolar em um avião, a nossa confiança (mas não a certeza) de que vamos pousar com segurança é baseada em nosso conhecimento de que a grande maioria dos voos pousam com segurança. 
O uso generalizado de intervalos de confiança em estatísticas é muitas vezes justificado usando uma estatística silogismo, em palavras como "Se este procedimento fosse repetido em várias amostras, o intervalo de confiança calculado (que seriam diferentes para cada amostra) englobaria a verdadeira população de parâmetro de 90% do tempo." A inferência a partir do que iria maioritariamente acontecer em várias amostras para a confiança que devemos ter no exemplo específico envolve uma silogismo estatístico.

## História
Escritores antigos da lógica e da retórica aprovavam argumentos a partir de "o que acontece para a maior parte". Por exemplo, Aristóteles escreveu: "o que as pessoas sabem que vai ou não acontecer, ou que são ou não são, principalmente, de maneira particular, é provável que, por exemplo, que os invejosos sejam malévolos ou que aqueles que são amados são afetuosos."
A antiga lei Judaica do Talmude usava uma regra de "seguir a maioria" para resolver casos de dúvida.
A partir da invenção dos seguros, no século XIV, suas taxas foram baseadas em estimativas (muitas vezes intuitiva) das frequências dos eventos segurados contra, o que envolve um uso implícito de um silogismo estatístico. John Venn apontou, em 1876, que isso leva a uma problema de classe de referência de decidir qual a classe que contém o caso individual, para tomar frequências. Ele escreve, "é óbvio que cada coisa ou evento tem um número indeterminado de propriedades ou atributos observáveis, e pode, portanto, ser considerados como pertencentes a um número indeterminado de diferentes classes de coisas", levando a problemas a respeito de como atribuir probabilidades para um único caso, por exemplo, a probabilidade de que John Smith, um Inglês com tuberculose e idade de cinquenta anos, viverá até os sessenta e um.
No século XX os ensaios clínicos foram projetados para encontrar a proporção de casos de doenças curadas por uma droga, a fim de que a droga pode ser aplicada com confiança para um paciente com a doença.

## O problema da indução
O silogismo estatístico foi usado por Donald Cary Williams e David Stove em sua tentativa de dar uma solução lógica para o problema da indução. Eles apresentaram o argumento, que tem a forma de um silogismo estatístico:
1. A grande maioria das grandes amostras de uma população correspondem aproximadamente à população (em proporção)
2. Este é um grande exemplo de uma população
3. Portanto, este exemplo corresponde aproximadamente à população

Se a população é, digamos, um grande número de bolas que são pretas ou brancas, mas em uma proporção desconhecida, e toma-se uma amostra grande e descobre-se que são todas brancas, então é provável que, usando este silogismo estatístico, que a população é toda ou quase toda branca. Esse é um exemplo de raciocínio indutivo.

## Exemplos no Direito
Silogismos estatísticos podem ser utilizados como prova legal, mas acredita-se que uma decisão judicial não deve ser baseada exclusivamente neles. Por exemplo, em "gatecrasher paradox" de L. Jonathan Cohen , 499 bilhetes para um rodeio foram vendidos e 1000 pessoas são observadas nas arquibancadas. O operador do rodeio processa um participante aleatório pelo não pagamento da taxa de entrada. O silogismo estatístico:
1. 501 dos 1000 participantes não haviam pago
2. O réu é um participante
3. Portanto, no balanço das probabilidades, o réu não pagou

é um silogismo estatístico "válido", mas acredita-se ser injusto acusar um réu, como membro de uma classe, sem evidências diretas sobre o crime.